# Сайтама Уайлд Найтс
«Сайтама Уайлд Найтс» (яп. 埼玉パワイルドナイツ, англ. Saitama Wild Knights — «Дикие рыцари»), ранее «Панасоник Уайлд Найтс» (яп. パナソニックワイルドナイツ, англ. Panasonic Wild Knights) — японский регбийный клуб, выступающий в высшем дивизионе национального регби — Топ-лиге.
Коллектив сформирован в 1960 году, представлял город Ота. Ведомая новозеландским флай-хавом Тони Брауном команда прошла сезон 2007/06 без поражений. Данное событие произошло впервые за всю историю лиги.
В преддверии сезона 2012/13 собственником клуба стала корпорация Panasonic, тогда же команда получила нынешнее название. Регбисты, до того выступавшие в красно-чёрных цветах, стали облачаться в синюю форму. В 2014 году главный тренер Норифуми Накадзима, выиграв с «Найтс» дубль (победы в Топ-лиге и Всеяпонском регбийном чемпионате), покинул свой пост. Его преемником стал бывший наставник сборной Австралии и новозеландского клуба «Крусейдерс» Робби Динс.
Перед сезоном 2021/2022 клуб был переименован в «Панасоник Уайлд Найтс» и официально переехал из Оты в Сайтаму.

## Достижения
- Топ-лига

- Победитель: 2008, 2010, 2014, 2015, 2016

- Всеяпонский регбийный чемпионат

- Победитель: 2008, 2011

## Состав
Состав на сезон 2016/17.